# Falset

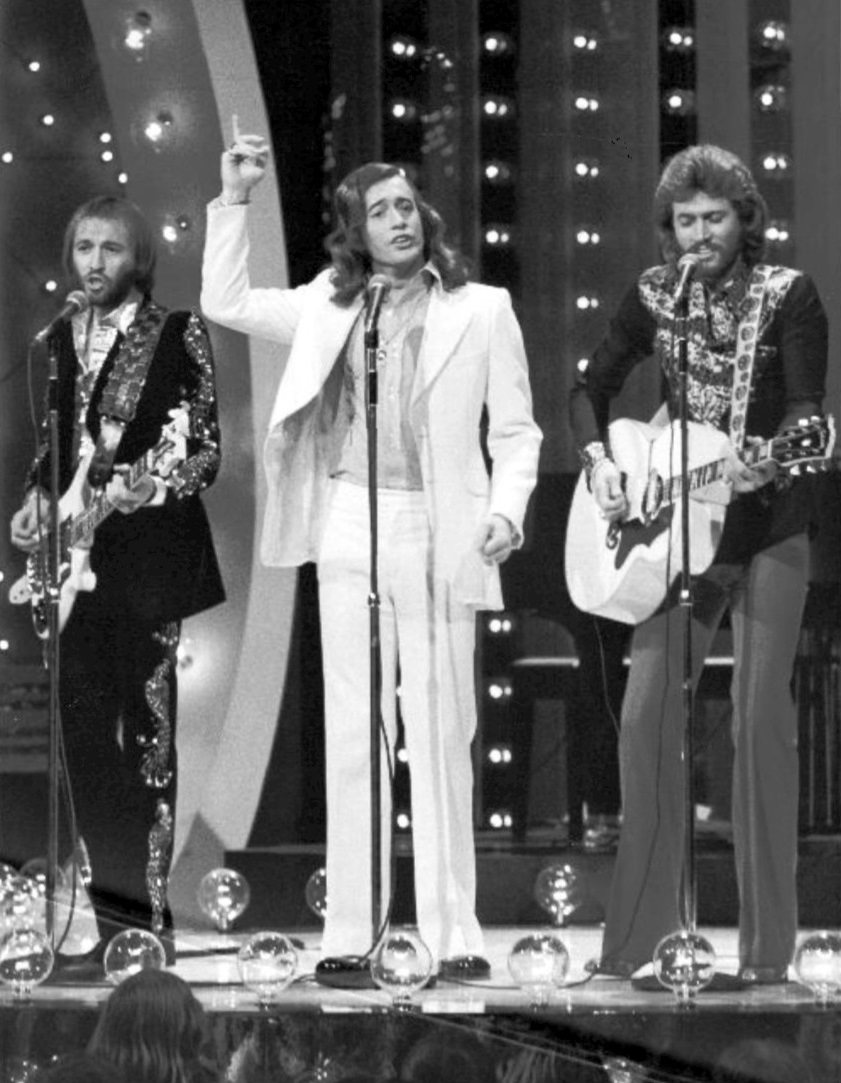
Zespół Bee Gees słynął ze śpiewu falsetem

Falset (z wł. falsetto) fistuła – zwyczajowo mianem falsetu określa się rodzaj wysokiego głosu męskiego o groteskowym brzmieniu. Faktycznie oznacza jednak śpiew na niedomkniętych strunach głosowych zarówno u mężczyzn, jak i u kobiet. Realizowany jest poprzez silne, nienaturalne napięcie strun głosowych, przez co drgają w krótszej niż odpowiednia dla danego dźwięku długości, powodując wydobycie dźwięku o niewielkiej dynamice oraz charakterystycznej nosowej barwie. Nazwa pochodzi od włoskiego falso – „fałszywe”.
Falset spotykany jest coraz częściej w muzyce rozrywkowej, ale również w muzyce operowej oraz w folklorze muzycznym (na przykład jodłowanie w Szwajcarii i Tyrolu).
Męski falset często mylony jest z kontratenorem, który posiada naturalne, zbliżone do kobiecego głosu brzmienie.